# Kanton Charenton-du-Cher
Der Kanton Charenton-du-Cher war bis 2015 ein französischer Wahlkreis im Département Cher und in der Region Centre-Val de Loire. Er umfasste neun Gemeinden im Arrondissement Saint-Amand-Montrond; sein Hauptort (frz.: chef-lieu) war Charenton-du-Cher. Die landesweiten Änderungen in der Zusammensetzung der Kantone brachten im März 2015 seine Auflösung. Vertreter im conseil général des Départements war zuletzt für die Jahre 2011–2015 Pascal Aupy.

## Gemeinden
| Gemeinde                | Einwohner Jahr | Fläche km² | Bevölkerungsdichte | Postleitzahl | Code INSEE |
| ----------------------- | -------------- | ---------- | ------------------ | ------------ | ---------- |
| Arpheuilles             | 321 (2013)     | –          | – Einw./km²        | 18200        | 18013      |
| Bannegon                | 251 (2013)     | –          | – Einw./km²        | 18210        | 18021      |
| Bessais-le-Fromental    | 333 (2013)     | –          | – Einw./km²        | 18210        | 18029      |
| Charenton-du-Cher       | 1095 (2013)    | –          | – Einw./km²        | 18210        | 18052      |
| Coust                   | 457 (2013)     | –          | – Einw./km²        | 18210        | 18076      |
| Le Pondy                | 140 (2013)     | –          | – Einw./km²        | 18210        | 18183      |
| Saint-Pierre-les-Étieux | 717 (2013)     | –          | – Einw./km²        | 18210        | 18231      |
| Thaumiers               | 414 (2013)     | –          | – Einw./km²        | 18210        | 18261      |
| Vernais                 | 213 (2013)     | –          | – Einw./km²        | 18210        | 18276      |